# ジミマイ
悪魔学において、ジミマイ（英語: ZiminiarまたはZymymar）とは、『ソロモンの小さな鍵』によれば、ソロモン王により統べられている72の悪魔に対して力を持っている四大魔王の1つであり、特別な機会でなければ召喚することはできない悪魔である。ジミマイ以外の四大魔王には、アマイモン、コルソン、ガープがいる（ただし、『ソロモンの小さな鍵』の一部の翻訳では、ベリアル、ベレス、アスモデウス、ガープが四大魔王であるとされているが、これらの悪魔が支配する方角については明記されていない）。 
ジミマイは、『ソロモンの小さな鍵』と『悪魔の偽王国』の両著作では、北の王であるとされている。 